# San Pedro de la Paz
San Pedro de la Paz is een gemeente in de Chileense provincie Concepción in de regio Biobío. San Pedro de la Paz telde 131.808 inwoners in 2017 en heeft een oppervlakte van 113 km².